# Теляшево (Мечетлінський район)
Теля́шево (рос. Теляшево, башк. Теләш) — присілок у складі Мечетлінського району Башкортостану, Росія. Адміністративний центр Ростовська сільської ради.
Населення — 479 осіб (2010; 538 у 2002).
Національний склад:
- башкири — 88 %